# Källeryds kyrka
Källeryds kyrka är en kyrkobyggnad som tillhör Källeryds församling i Växjö stift. Kyrkan ligger i samhället Nissafors i Gnosjö kommun.

## Kyrkobyggnaden
En stenkyrka uppfördes 1672 och invigdes 12 december 1675 av biskopen i Växjö, Jonas Johannis Scarinius. Den äldre träkyrkan var då förfallen. Åren 1885–1887 tillbyggdes en sakristia i norr och ett kyrktorn i väster av byggmästaren Anders Pettersson i Värsås efter ritningar av arkitekt Fredrik Ekberg. År 1904 brann kyrkan men återuppfördes åren 1904-1906 då de gamla murarna behölls.
I ett gravkor under kyrkans kor finns 23 kistor. I kyrkan finns fem vapensköldar och sju malmljuskronor.

## Inventarier
- Altartavlan föreställer Jesu nedtagande från korset och är tillverkat av häradsmålare C.J.Rolander från Klevshult.
- Dopfunten av sten saknar dekorationer.
- Kyrkklockorna är tillverkade av Beckman & Co efter branden 1904.
- Kyrkkista i koret av ek, överklädd med järnplåtar, tillverkad 1797.

### Orgel
- 1876 bygger Salomon Molander & Co, Göteborg en orgel med 6 stämmor.
- 1905 bygger Johannes Magnusson, Göteborg en mekanisk orgel. Orgeln har fasta kombination.

| Manual            | Pedal       | Koppel     |
| Borduna 16´       | Borduna 16´ | Man/Ped    |
| Principal 8´      |             | Man 4'/Ped |
| Rörflöjt 8´       |             |            |
| Salicional 8'     |             |            |
| Violin 8'         |             |            |
| Oktava 4'         |             |            |
| Koppelflöjt 4'    |             |            |
| Crescendosvällare |             |            |

### Webbkällor
- byggnadspresentation
- Jönköpings läns museum, rapport
- Wikimedia Commons har media som rör Källeryds kyrka.